# Gedenkblatt

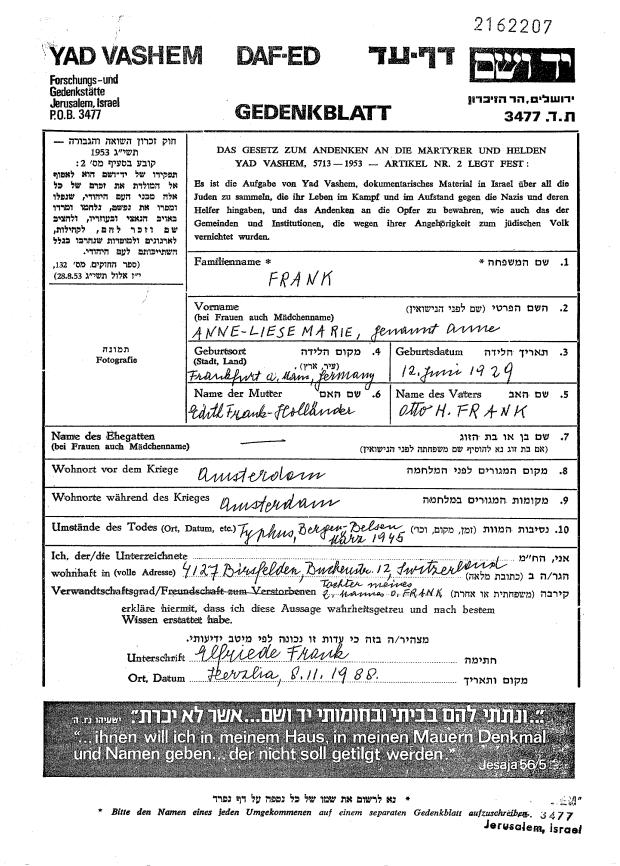
Gedenkblatt für Anne Frank

Das Gedenkblatt ist ein Formular, das Yad Vashem entworfen hat, um die individuelle Identität der sechs Millionen ermordeter Juden festzuhalten. Die Formulare werden von Überlebenden des Holocaust, überlebenden Familienmitgliedern oder Freunden eingereicht. Mit den Namen, biografischen Angaben und gegebenenfalls Fotos, stellen sie symbolische Grabsteine der Opfer dar. Das Anliegen Yad Vashems ist es dabei, jedes einzelnen Opfers zu gedenken und seine Identität und Persönlichkeit wiederherzustellen. Für viele Überlebende ist dies der einzige Beweis, dass diese Ermordeten einmal lebten.
Als erste israelische Sammlung wurde 2013 die Yad-Vashem-Gedenkblätter-Sammlung in das Verzeichnis des UNESCO-Programms „Memory of the World“ („Gedächtnis der Welt“) eingeschlossen.
Dieses Programm bezeugt die Notwendigkeit der Erhaltung und Zugänglichkeit einzigartigen, unersetzlichen dokumentarischen Erbes in verschiedenen Teilen der Welt und ist vom Generaldirektor der UNESCO bewilligt worden.
Die Zentrale Datenbank der Namen der Holocaustopfer enthält abgesehen von den Gedenkblättern auch Namen aus verschiedenen archivarischen Quellen, was die Gesamtanzahl der registrierten Namen auf viereinhalb Millionen bringt.